# Moser-Ungleichung
Die Moser-Ungleichungen sind mathematische Ungleichungen und werden im Teilgebiet der Funktionalanalysis betrachtet. Sie dienen der Abschätzung der {\displaystyle L^{2}}-Norm von Funktionen aus den Sobolew-Räumen. Benannt sind sie nach dem Mathematiker Jürgen Moser.
Für die Existenzbeweise von quasilinearen Systemen spielen sie eine große Rolle, da in diesen Systemen oft mit der {\displaystyle L^{2}}-Normung gearbeitet wird.

## Formulierung der Moserungleichung
Mit {\displaystyle L^{p}(\mathbb {R} ^{m})} wird der {\displaystyle L^{p}}-Raum und mit {\displaystyle H^{s}(\mathbb {R} ^{m})} für {\displaystyle s\in \mathbb {N} } der Sobolev-Raum der {\displaystyle L^{2}}-Funktionen bezeichnet.
Dann gibt es eine positive Konstante {\displaystyle C_{s}\in \mathbb {R} _{>0}} so, dass für alle Funktionen {\displaystyle f,\,g\in H^{s}(\mathbb {R} ^{m})\cap L^{\infty }(\mathbb {R} ^{m})} und für jeden Multiindex {\displaystyle \alpha } mit {\displaystyle \left|\alpha \right|=s} die Ungleichung
{\displaystyle \|D^{\alpha }(f\cdot g)\|_{L^{2}}\leqq C_{s}\left(\|f\|_{L^{\infty }}\|g\|_{L^{2}}+\|D^{s}f\|_{L^{2}}\|g\|_{L^{\infty }}\right)}
gilt.
Wird zusätzlich angenommen, dass {\displaystyle f} einmal schwach differenzierbar ist, also {\displaystyle f\in H^{s}(\mathbb {R} ^{m})\cap W^{1,\infty }(\mathbb {R} ^{m})} gilt, wobei {\displaystyle W^{1,\infty }(\mathbb {R} ^{m})} den Sobolev-Raum der {\displaystyle L^{1}}-Funktionen bezeichnet, dann gilt die Ungleichung
{\displaystyle \|D^{\alpha }(fg)-fD^{\alpha }g\|_{L^{2}}\leqq C_{s}\left(\|D^{s}f\|_{L^{2}}\|g\|_{L^{\infty }}+\|f\|_{L^{\infty }}\|D^{s-1}g\|_{L^{2}}\right).}
Die Funktion {\displaystyle g} ist hier aus dem Raum und {\displaystyle H^{s-1}(\mathbb {R} ^{m})\cap L^{\infty }(\mathbb {R} ^{m})}.
Diese beiden Ungleichungen heißen Moser-Ungleichungen.

## Beweisidee
Für den Beweis der zwei Ungleichungen betrachtet man zunächst den Spezialfall {\displaystyle f,\,g\in C_{c}^{\infty }(\mathbb {R} ^{m})}. Unter Verwendung der Leibnizregel schätzt man dann den Term mit der Gagliardo-Nirenberg-Ungleichung ab.